# Ермаков, Пётр Пафнутьевич
Пётр Пафнутьевич Ермаков (29 сентября [11 октября] 1896, Бурцево, Верейский уезд – 1977) — советский хозяйственный, государственный и политический деятель.

## Биография
Родился 29 сентября (11 октября) 1896 года в селе Бурцеве Петровской волости Верейского уезда Московской губернии в семье крестьян Пафнутия Яковлевича и Татьяны Кузьминичны. Крещён на следующий день. Окончил земскую школу в Юшкове, с 15 лет жил и работал в Москве. Член РКП(б) с 1919 года.
Участник Февральской и Октябрьской революций, Гражданской войны. С 1910 года — на хозяйственной, общественной и политической работе. В 1910—1974 гг. — рабочий на заводе «Михельсон», вагранщик Кировского завода в Санкт-Петербурге, председатель профсоюзного заводского комитета, директор Московского электромеханического завода имени Владимира Ильича, в заграничной командировке в городах Нью-Йорке и Лондоне, на Московском станкостроительном заводе им. С. Орджоникидзе, директор Средне-Волжского станкостроительного завода, директор Московского станкостроительного завода шлифовальных станков имени ЦК Машиностроения, заместитель начальника Главного управления кузнечно прессового машиностроения Министерства станкостроения, директор Минского завода им. К. Е. Ворошилова, директор Рязанского станкостроительного завода, управляющий Реммаштреста.
Избирался депутатом Совета Союза Верховного Совета СССР 4-го созыва от Рязанской области.
Умер в Москве в 1977 году.